# Grande (Niemcy)
Grande (dolnoniem. Grann) – gmina w Niemczech, w kraju związkowym Szlezwik-Holsztyn, w powiecie Stormarn, wchodzi w skład urzędu Trittau.